# Tranås (Gemeinde)
Koordinaten: 58° 2′ N, 14° 59′ O

Tranås ist eine Gemeinde (schwedisch kommun) in der schwedischen Provinz Jönköpings län und der historischen Provinz Småland. Der Hauptort der Gemeinde ist Tranås.

## Wappen
Beschreibung: In Gold steht auf einem grünen Dreiberg ein silberner flügelschlagener Kranich.